# District de Nanhui
Le district de Nanhui (南汇区 ; pinyin : Nánhuì Qū) était une subdivision de la municipalité de Shanghai en Chine.
Le 6 mai 2009, il est intégré au district de Pudong.

## Démographie
La population du district était de 691 099 habitants en 1999.